# Ljubičasta
Ljubičasta se ubraja u sekundarne boje. Nastaje miješanjem crvene i plave boje.
Ljubičasta boja se povezuje s plemstvom i duhovnošću. Nastaje kombinacijom tople i energične crvene i hladne plave boje te ima svojstva obje boje. U prirodi ima ljubičastih cvjetova poput lavande, orhideje, jorgovana i ljubičica. Soba ljubičaste boje može potaknuti kreativnost kod djece ili umjetnika. U Tajlandu ljubičasta simbolizira jutro. Bila je omiljena boja kraljice Kleopatre u Egiptu, a u SAD-u orden »Ljubičasto srce« dodjeljuje američka vojska vojnicima koji su bili ranjeni u ratu.
Značenja:
- kršćanstvo - Jedna od liturgijskih boja. Upotrebljava ju se u vrijeme došašća (adventa) i korizme. Zbog toga simbolizira pokoru i poziv na obraćenje. Danas ju se koristi u misama za pokojnike, a prije se upotrebljavalo crnu boju.[1]